# Alexandre Archipenko
Oleksandr Porfyrovytch Arkhypenko (en ukrainien : Олекса́ндр Порфи́рович Архи́пенко), dit Alexandre Archipenko, né à Kiev le 30 mai 1887 et mort à New York le 25 février 1964, est un sculpteur ukrainien naturalisé américain.

## Biographie
Fils d'ingénieur, Alexandre Archipenko suit lui aussi des cours de mathématiques (il restera d'ailleurs passionné par les relations entre art et science), mais il se tourne rapidement vers des études de peinture et de sculpture à l′école d′art de Kiev et à Moscou à partir de 1902. Durant cette période, il développe un intérêt particulier pour les fresques, les mosaïques et les icônes byzantines de Kiev. Il déménage ensuite à Paris en 1908. Il y entre en contact avec les courants d'avant-garde, en particulier le groupe des cubistes. Il est installé à La Ruche (2, passage de Dantzig), un ancien pavillon des vins de l'Exposition universelle de 1889 aménagé en atelier artistique où il a l′occasion de côtoyer Fernand Léger, Vladimir Baranoff-Rossiné ou encore Sonia Delaunay-Terk. Plutôt que de suivre des cours, il préfére aller au musée du Louvre pour étudier la sculpture grecque archaïque.
En 1910, il expose au Salon des indépendants à Paris et un an plus tard au Salon d′automne pour la première fois. Sa première exposition individuelle se déroule au musée Folkwang de Hagen (Allemagne) en 1912. Cette même année, il ouvre une école d'art à Paris et rejoint le groupe de la Section d'Or. Il produit également ses premières peintures en relief, les « sculpto-peintures » : il s′agit d′oeuvres généralement en plâtre, sculptées et peintes. Elles sont souvent inspirées des reliefs de l′Égypte ancienne. 

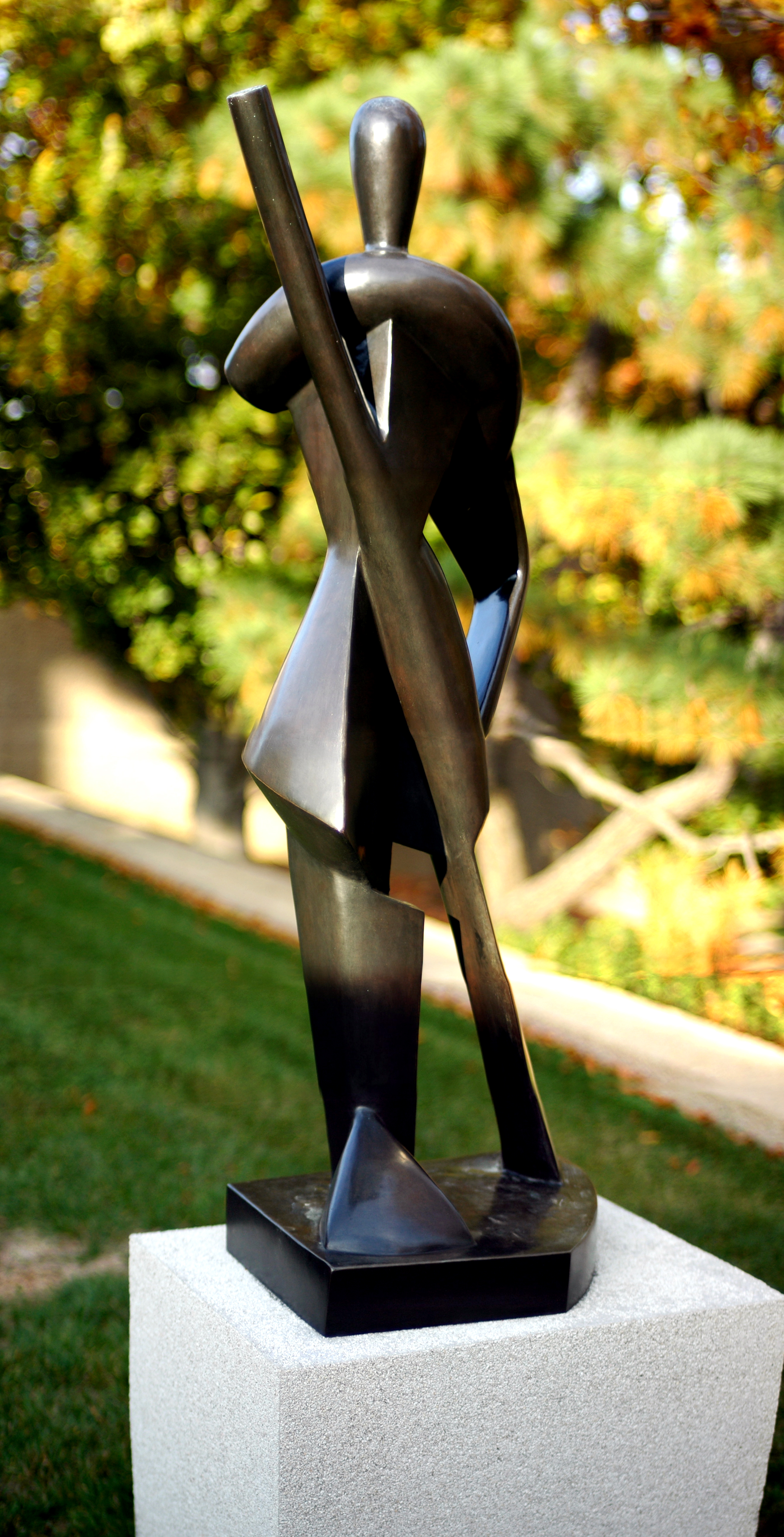
Le Gondolier (1914), d'inspiration cubiste et futuriste.

En 1913, quatre œuvres d'Archipenko sont présentées à l'Armory Show de New York. Cette exposition fait scandale, notamment à cause de son oeuvre La Vie Familiale. Il réalise également à cette époque ses premières gravures, qui sont reproduites dans la publication italienne futuriste Lacerba en 1914. Cette même année, il participe au XXX Salon des indépendants, avant d'exposer à la Biennale de Venise en 1920. 
Pendant la Première Guerre mondiale, l'artiste réside à Cimiez, près de Nice. Il rencontre dans cette dernière ville l'artiste Marthe Donas, qui devient sa compagne. S'ensuit une intense collaboration entre les deux artistes. De 1919 à 1921, il voyage à Genève, Zurich, Paris, Londres, Bruxelles, Athènes et d'autres villes européennes pour exposer ses œuvres. Sa première exposition individuelle aux États-Unis a eu lieu en 1921 à New York à la Société Anonyme. Après s′être séparé de Marthe Donas, il épouse Gela Forster, également artiste. 
En 1923, il quitte Berlin pour les États-Unis, où il ouvre au fil des ans plusieurs écoles d'art à New York, Woodstock, Los Angeles et Chicago. Durant les trois années suivantes, il enseigne aux États-Unis dans des écoles d'art et des universités, y compris l'éphémère New Bauhaus. Il est naturalisé américain en 1928.
En 1933, il expose au pavillon ukrainien dans le cadre de la Century of Progress World's Fair de Chicago. De 1937 à 1939, il est instructeur associé à la New Bauhaus School of Industrial Arts de Chicago. En parallèle, la plupart des œuvres de l'artiste présentes dans les musées allemands sont confisquées par les nazis dans l'intention de purger l'art dégénéré. En 1947, il crée des sculptures illuminées de l'intérieur. Il accompagne par la suite une exposition itinérante de ses œuvres à travers toute l'Allemagne en 1955 et 1956. 
Il écrit également un livre, Archipenko : 50 années de création (1908-1958), publié en 1960, réunissant des contributions de cinquante historiens de l'art avec des textes d'Archipenko sur la création artistique. Cette même année, après la mort de Gela Forster, il épouse la sculptrice Frances Gray.
Il meurt le 25 février 1964 à New York. 

## Technique artistique
Pour Archipenko, « il est difficile de classer l'œuvre d'un artiste en périodes ». Il ajoute : 

« Je n'ai jamais appartenu à des écoles : j'ai été renvoyé des écoles. J'ai fait des recherches, j'ai inventé et expérimenté, ensuite on m'a  imité… Pour chaque artiste, l'art est un courant créateur ascendant vers la découverte individuelle de la vérité dans les formes de la nature et les périodes ne constituent que des cases dans l'esprit des critiques.[réf. nécessaire] »

Selon Archipenko, la principale problématique soulevée par la sculpture est celle du volume et de la liaison des masses entre elles. Il poursuit les recherches des sculpteurs modernes tels Brancusi ou Duchamp-Villon, membres comme lui du groupe de la Section d'or. Son enjeu principal est celui du vide, qui détient la force de l'objet absent et crée par là-même le volume. La simplification, l'évidement des volumes tout en maintenant l'aspect figuratif sont les principes de sa sculpture. Son art caractérisé par une grande rigueur mathématique laisse une place prépondérante au corps féminin. Il aime rappeler l'omniprésence des idoles de pierre des anciens Slaves dans son enfance.
Comme la peinture, la sculpture cubiste se préoccupe principalement des relations entre les objets et l'espace, des volumes et des vides qui les séparent ou dans lesquels ils s'insèrent. L'influence du futurisme italien, surtout par le biais de Boccioni qu'Archipenko a rencontré en 1912, se ressent dans les formes dynamiques de ses œuvres. Archipenko a plus spécialement exploré la dialectique des formes concaves et convexes.

## Œuvres

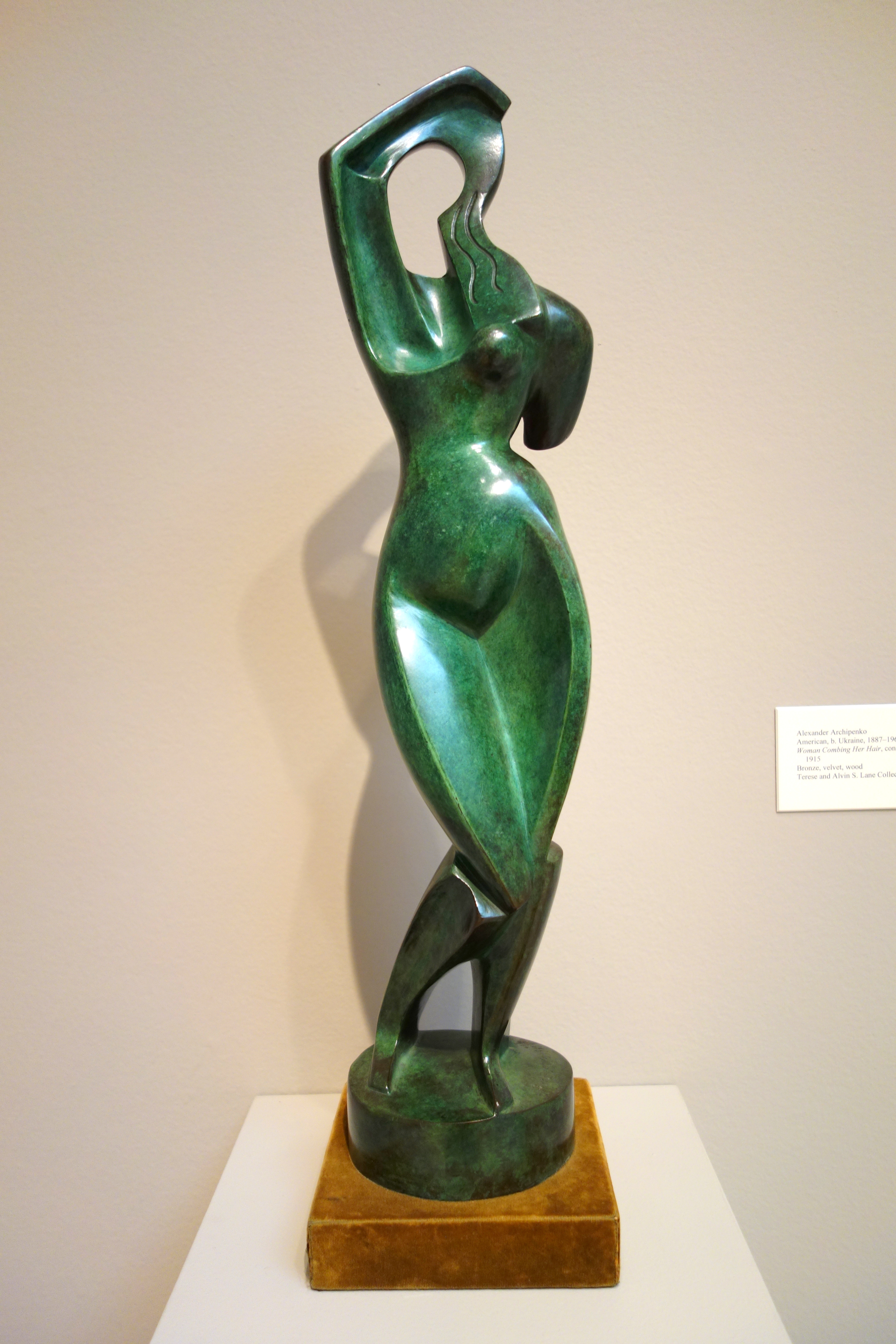
Alexandre Archipenko, Woman Combing Her Hair, 1915, bronze, Chazen Museum of Art, Madison (Wisconsin).

Torse (1909) est sa première sculpture à tendance cubiste. Il y met en œuvre une désarticulation des volumes, qu'il troue afin d'y faire pénétrer l'espace.
À cette époque, il s'inspire des sculptures repliées sur elles-mêmes de Barlach ou de Kollwitz (Femme et chat en 1910 ou Femme au chat en 1911). Dès 1911, il participe activement au mouvement cubiste et c′est cette inspiration que l′on retrouve notamment dans les membres des corps qu′il sculpte (Femme marchant en 1912).  Les problèmes plastiques qu'aborde alors sa sculpture sont résolument neufs : volumes pleins, rapports entre les vides et les pleins, volumes en creux. Il souhaite symboliser la « réalité absente ». Avec Femme marchant en 1912, il expérimente pour la première fois une tête en négatif. En 1912, il identifie son thème de prédilection : interpénétration du corps et de l'espace, développement des courbes concaves et convexes.
Il développe sa propre théorie des formes complémentaires : tout vide génère son antithèse imaginaire.
La série des Medrano, réalisée en 1912, est directement inspirée du Cirque Médrano, que de nombreux artistes avaient l′habitude de fréquenter. C′est à cette occasion qu′il crée un premier assemblage de divers matériaux peints (verre, bois et métal) : il s'agit de poupées articulées ressemblant à des arlequins de bois en utilisant du verre, une feuille métallique du fil de fer, des cônes cylindres et des disques dynamisés par une peinture polychrome. Par cette libération de la forme, Archipenko rompt avec la sculpture traditionnelle et s'affirme comme un des maîtres de l'avant-garde. Il renoue avec un genre négligé depuis le XVIIe siècle par la sculpture occidentale, la polychromie. Cette même idée l′amène à développer ses « sculpto-peintures » : des reliefs en plâtre peint.  
De 1913 à 1916, la forme prédomine sur le naturalisme, il poursuit ses recherches sur le vide et le plein notamment avec La Danse (1912) ou encore Femme (1915) dont la tête est dessiné autour d'un manque. 
À son arrivée aux États-Unis au début des années 1920, il s'engage dans la tradition : le lisse prévaut, parfait et détendu. Avec Femme (1920), il reprend aussitôt la sculpture avec haute figure en métal sur panneau peint. Il se rapproche alors de la sculpture traditionnelle.
De 1924 à 1928, il élabore l'« archipeinture », à base de toiles mises en mouvement par des moteurs habilement dissimulés : un mécanisme électrique à la base de l'appareil imprime un mouvement de va-et-vient au cadre central et des milliers de fragments peints qui se succèdent apparaissent à la surface pour constituer un tableau complet. Cette invention a été mise en œuvre à New York.  
Dans les années 1940 et 1950, il continue ses explorations artistiques en utilisant de nouveaux matériaux et techniques. Ainsi, pour Figure assise, il emploie du plastique taillé et éclairé. Il reprend ses formes initiales, pour la plupart disparues dans des formats gigantesques (Figures d'acier en 1951, Cléopâtre en 1957). Il s'aperçoit, dans les années 1950 et pour quelque temps, de son erreur d'orientation, et s'attache à pasticher ses débuts ou à les reconstituer, puisque nombre de ses œuvres n'ont pas survécu à la Première Guerre mondiale.
À compter de la fin de ces années 1950, il revient à son style cubo-constructiviste, avec des figures très géométrisées, conservant les vides significatifs et le plus souvent symétriques (Kimono en 1961 ou Le Roi Salomon en 1963). Il reprend des motifs de la sculpture plus ancienne. 

## Succession
Alexandre Archipenko a légué une grande partie de ses sculptures et dessins à la Moderne Galerie du Musée de la Sarre à Sarrebruck. En effet, il commence une relation amicale avec Rudolf Bornschein, le directeur du musée à l′époque. Cela a conduit au don d′un grand nombre d′œuvres en 1968.